# Hypsioma basalis
Hypsioma basalis är en skalbaggsart som beskrevs av Thomson 1860. Hypsioma basalis ingår i släktet Hypsioma och familjen långhorningar. Inga underarter finns listade i Catalogue of Life.